# Член Лондонского королевского общества
Член Лондонского королевского общества (также Фелло Лондонского королевского общества, сокращённо FRS, ForMemRS и HonFRS) — звание, присуждаемое экспертами Лондонского королевского общества лицам, внёсшим «существенный вклад в увеличение знаний в области естественных наук, включая математику, инженерные науки и медицину».
Членство в обществе, старейшей известной постоянно существующей научной академии, является большой почестью. На протяжении всей истории Королевского общества оно присуждалось многим выдающимся учёным, в числе которых Исаак Ньютон (1672), Чарльз Дарвин (1839), Майкл Фарадей (1824), Эрнест Резерфорд (1903), Сриниваса Рамануджан (1918), Альберт Эйнштейн (1921), Уинстон Черчилль (1941), Субраманьян Чандрасекар (1944), Дороти Ходжкин (1947), Алан Тьюринг (1951), Лиза Мейтнер (1955) и Фрэнсис Крик (1959). Позднее членами общества также стали Стивен Хокинг (1974), Тимоти Хант (1991), Элизабет Блэкберн (1992), Тим Бернерс-Ли (2001), Венкатраман Рамакришнан (2003), Атта-ур-Рахман (2006), Андрей Гейм (2007), Джеймс Дайсон (2015), Аджай Кумар Суд (2015), Субхаш Хот (2017), Илон Маск (2018) и около 8000 других, в том числе более 280 Нобелевских лауреатов, начиная с 1900 года. По состоянию на октябрь 2018 года насчитывается около 1689 ныне живущих действительных, иностранных и почётных членов, из которых более 60 являются лауреатами Нобелевской премии.
Членство в Королевском обществе было описано The Guardian как «эквивалент почётного Оскара за выдающиеся заслуги». Многие источники ежегодно освещают избрания новых членов.

## Члены Королевского общества

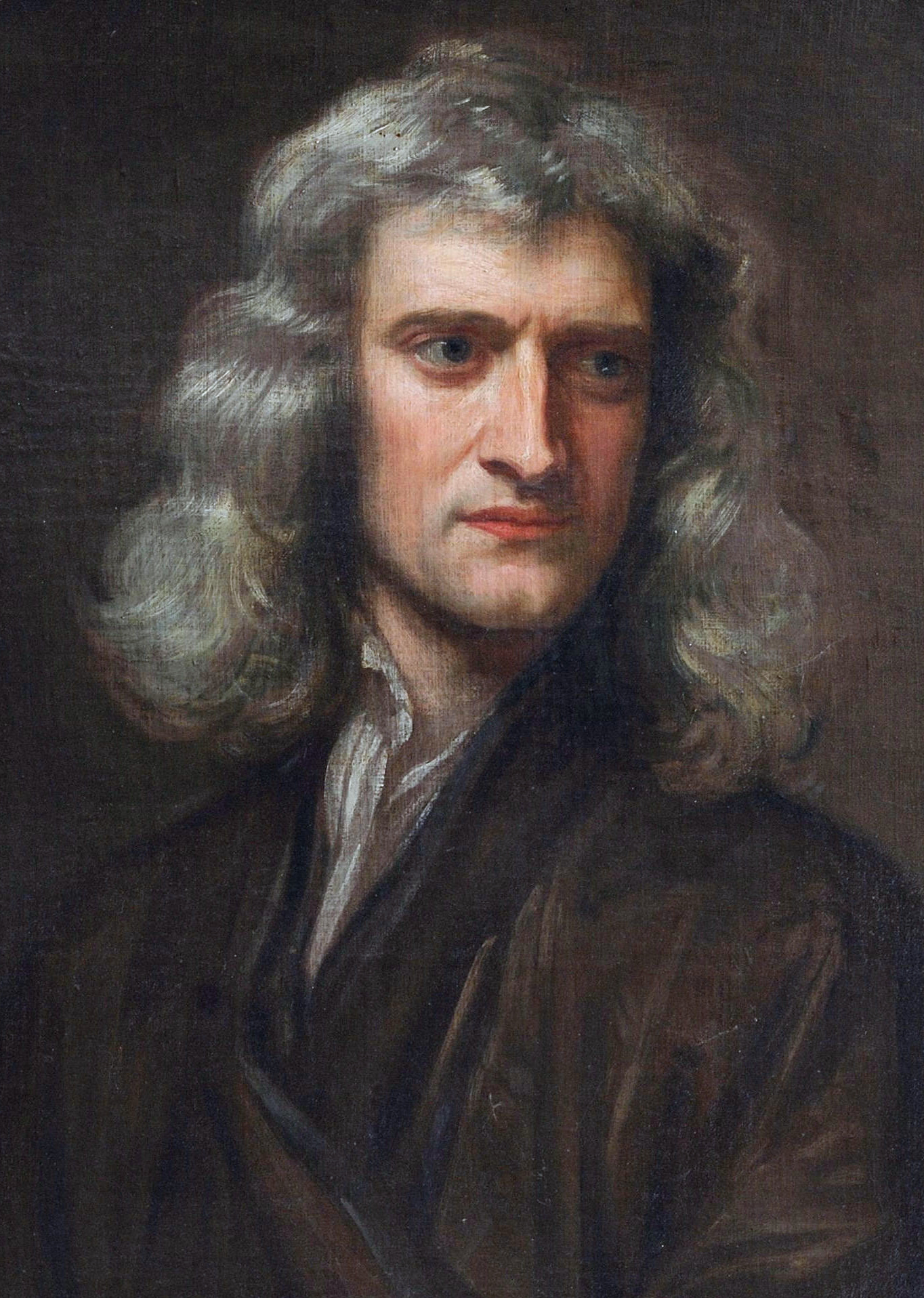
Исаак Ньютон был одним из первых членов Королевского общества, избранным в 1672 году.

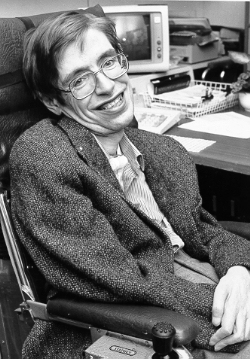
Стивен Хокинг был избран действительным членом общества в 1974 году

Ежегодно в конце апреля или начале мая избирается до 60 новых действительных (FRS), почётных (HonFRS) и иностранных (ForMemRS) членов из пула, состоящего примерно из 700 кандидатов. Новые члены могут быть номинированы только действительными членами общества на одно из званий, описанных ниже:

### Действительный член (фелло)
Каждый год в Великобритании и странах Содружества наций избираются до 52 новых членов, которые составляют около 90 % общества. Кандидат может быть выдвинут из любого сектора научного сообщества. Члены общества избираются пожизненно и имеют право использовать постиноминал FRS.

### Иностранный член

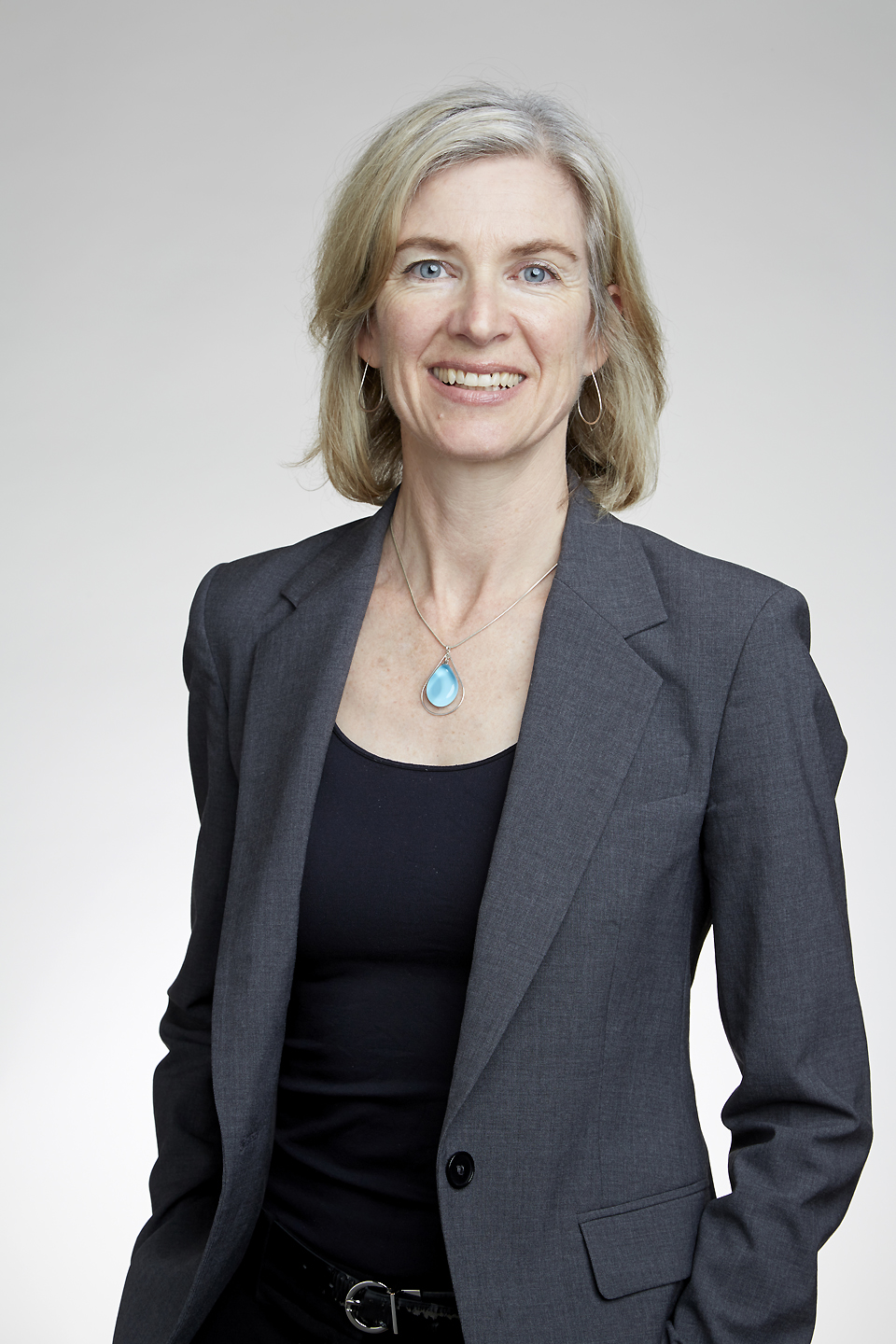
Дженнифер Даудна была избрана иностранным членом в 2016 году

Каждый год члены общества избирают до десяти новых иностранных членов. Как и остальные члены, иностранные члены избираются пожизненно путём рецензирования. На 2016 год, около 165 иностранных членов имеют право использовать постноминал ForMemRS.

### Почётный член

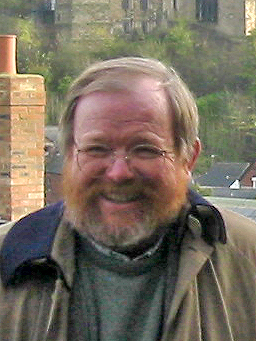
Билл Брайсон был избран почётным членом в 2013 году

Почетное членство — это почётное академическое звание, присуждаемое кандидатам, имеющим выдающиеся заслуги перед наукой, но не имеющим научных достижений, требуемых от действительных или иностранных членов. Среди почётных членов — Билл Брайсон (2013), Мелвин Брэгг (2010), Робин Саксби (2015), Дэвид Сейнсбери (2008), Онора О’Нил (2007), Джон Мэддокс (2000), Патрик Мур (2001) и Лиза Джардин (2015). Почётные члены имеют право использовать постноминал HonFRS.

### Статут 12

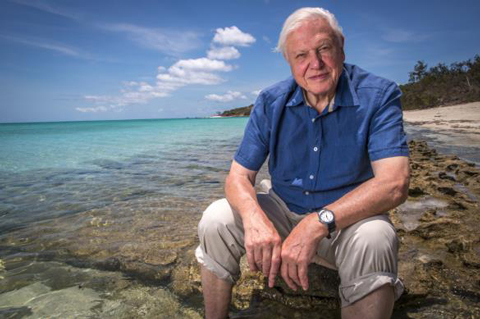
Дэвид Аттенборо был избран фелло в 1983 году в соответствии с прежним статутом 12

Статут 12 — это устаревший механизм избрания членов до появления официального звания почётного члена в 1997 году. Согласно статуту 12 членами общества были избраны Дэвид Аттенборо (1983) и Джон Палмер, 4-й граф Селборн (1991).

### Королевский член общества
Совет Королевского общества может рекомендовать членов британской королевской семьи для избрания королевским членом Королевского общества. На 2023 год таких членов было четыре:
1. Карл III, избран в 1978 году[31]
2. Принцесса Анна, избранная в 1987 году[32]
3. Эдвард, герцог Кентский, избранный в 1990 году[33]
4. Уильям, принц Уэльский, избран в 2009 году[34]

Её Величество королева Елизавета II не являлась королевским членом, но покровительствовала обществу, как это делали все правящие британские монархи со времен Карла II. В 1951 году принц Филипп, герцог Эдинбургский, был избран согласно статуту 12, а не в качестве королевского члена.

## Выборы новых членов
Выборы новых членов объявляются ежегодно в мае после их выдвижения и периода рецензируемого отбора.

### Номинация
Каждый кандидат на членство или иностранное членство выдвигается двумя членами Королевского общества, которые подписывают свидетельство о выдвижении. Раньше для выдвижения кандидатуры требовалось не менее шести человек, что подвергалось критике за якобы создание элитного джентльменского клуба. Свидетельство об избрании включает изложение основных причин, по которым были избран данный кандидат. Количество номинантов, выдвигаемых каждый год, не ограничено. В 2015 году было заявлено 654 кандидата для избрания в качестве действительного члена и 106 кандидатов для избрания в качестве иностранного члена.

### Отбор
Совет Королевского общества наблюдает за процессом отбора и назначает 10 комитетов по предметным областям, известных как секционные комитеты, которые рекомендуют наиболее достойных кандидатов для избрания в Сообщество. Окончательный список, куда входит до 52 кандидатов на действительное членство и до 10 кандидатов на иностранное членство, утверждается Советом в апреле, а тайное голосование членов общества проводится на собрании в мае. Кандидат избирается, если он или она получает две трети голосов присутствующих и голосующих членов.
В члены может быть выбрано не более 18 кандидатов, представляющих физические и биологические науки, и не более 10, представляющих все остальные науки. Также не более 6 человек могут стать «почётными», «генеральными» или «королевскими» членами. Кандидаты на членство рецензируются секционными комитетами, каждый из которых состоит из 15 членов и председателя. Члены 10 секционных комитетов меняются каждые 3 года для уменьшения ингруппового фаворитизма. Каждый комитет охватывает различные области знаний, включая:
1. Математика
2. Астрономия и физика
3. Химия
4. Инженерное дело
5. Науки о Земле и окружающей среде
6. Биохимия и молекулярная клеточная биология
7. Микробиология, иммунология и биология развития
8. Анатомия, физиология и нейробиология
9. Биология, эволюция и экология
10. Здоровье и гуманитарные науки[41]

### Приём
Новые члены принимаются в общество на официальной церемонии, проводимой ежегодно в июле, во время которой они подписывают Хартию и обязательство, которое гласит: «Мы, нижеподписавшиеся, настоящим обещаем, что будем трудиться на благо Лондонского королевского общества по развитию знаний о природе для достижения целей, ради которых оно было основано; что мы будем выполнять, насколько это возможно, те действия, которые от нас потребуются от имени Совета; и что мы будем соблюдать Устав и Регламент указанного Общества. При условии, что мы подадим Президенту подписанное нашей рукой заявление о выходе из Общества, мы будем свободны от этого Обязательства в будущем».
С 2014 года портреты членов на церемонии приёма публикуются без ограничений авторских прав на Викискладе в соответствии с разрешительной лицензией Creative Commons, которая облегчает их использование.

## Научные сотрудники и различные стипендии

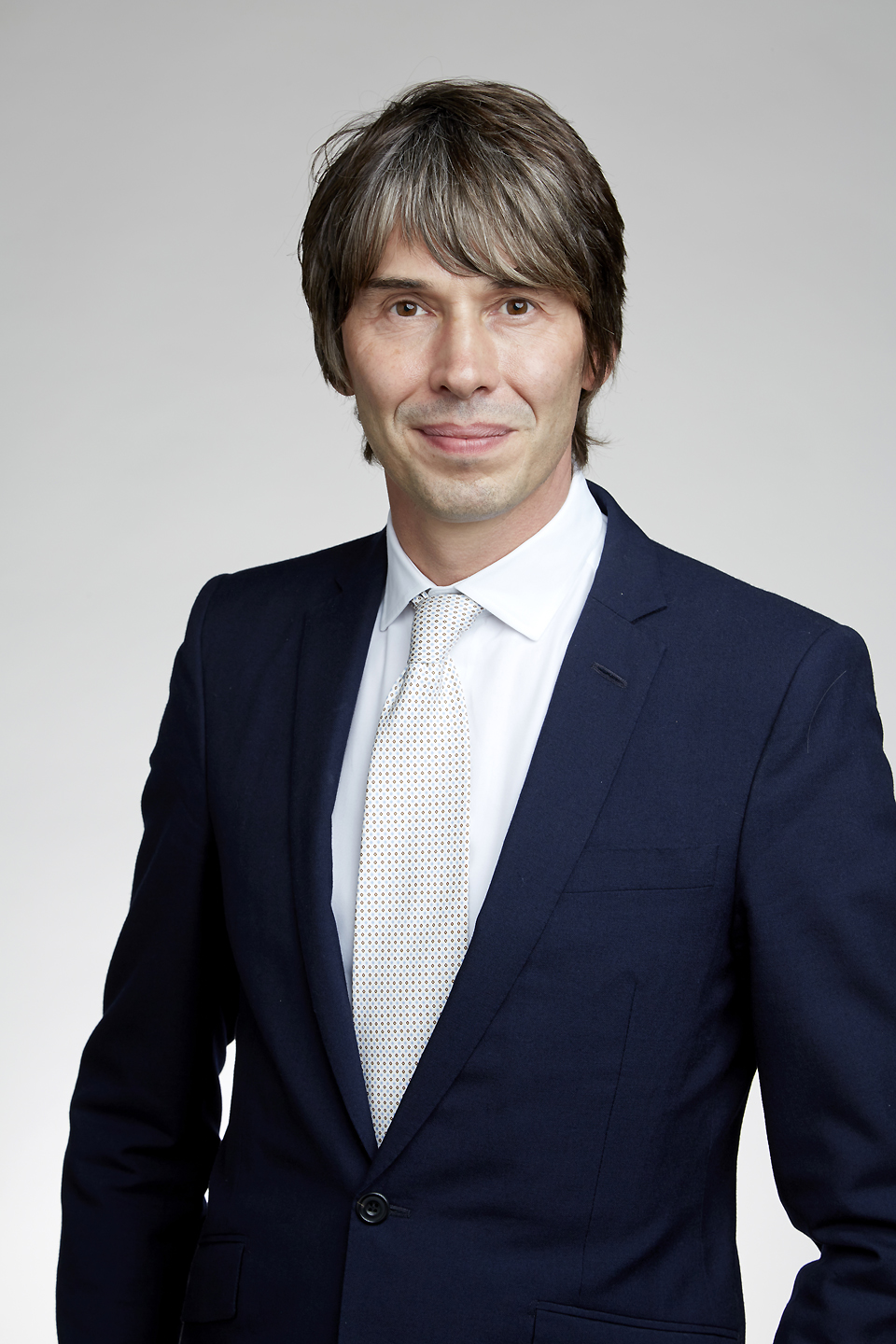
Брайан Кокс, профессор физики, ранее бывший Университетский исследовательский фелло Королевского общества (URF) с 2005 по 2013 год, был избран членом Королевского общества в 2016 году

В дополнение к основному членству в Королевском обществе (FRS, ForMemRS и HonFRS) доступны различные другие формы членства и стипендии, на которые выдаются по заявкам отдельных лиц, а не через выборы. Обладатели этих стипендий известны как научные сотрудники Королевского общества.
- Университетский исследовательский фелло (англ. University Research Fellowships, URF). Звание университетского исследовательского фелло Королевского общества[англ.] и соответствующее финансирование предназначены для выдающихся учёных Великобритании, которые находятся на ранних этапах своей исследовательской карьеры и имеют потенциал стать лидерами в своей области[47]. Некоторые из URF были позднее избраны FRS, в том числе Ричард Борчердс (1994), Джин Беггс[англ.] (1998), Фрэнсис Эшкрофт (1999), Афина Дональд[англ.] (1999) и Джон Петика[англ.] (1999)[48]. Среди недавних лауреатов — Терри Эттвуд[англ.], Сара-Джейн Блэкмор[англ.], Брайан Кокс, Сара Брайдл[англ.], Шан Маджид[англ.], Таня Монро[англ.], Бет Шапиро[англ.], Дэвид Джон Уэльс[англ.] и Кэти Уиллис[англ.].
- Старший исследовательский фелло фонда Леверхьюма Королевского общества (англ. Royal Society Leverhulme Trust Senior Research Fellowships) — для учёных, которым требуется период исследований с полной занятостью без обучения и административных обязанностей, при поддержке фонда Леверхьюма[англ.][49].
- Стипендия фонда Ньютона (Newton Advanced Fellowship) предоставляет признанным исследователям по всему миру возможность развивать возможности своей исследовательской группы. Предоставляется фондом Ньютона в рамках официальной помощи в целях развития[50].
- Промышленные (индустриальные) стипендии предназначены для академических учёных, которые хотят работать над совместным с промышленностью проектом, и для учёных, занятых в промышленности, которые хотят работать над совместным проектом с академической организацией[51].
- Стипендии Дороти Ходжкин предназначены для выдающихся учёных Великобритании на раннем этапе их исследовательской карьеры, которым в силу личных обстоятельств требуется гибкий график работы. Эти стипендии названы в честь Дороти Ходжкин[52].

В дополнение к присуждению звания действительного члена (FRS, HonFRS и ForMemRS) и званий и стипендий, описанных выше, Королевским обществом также вручаются несколько других наград, лекций и медалей.